# Badzhalan
Badzhalan (persiska: ماجلان, باجَلان, بَدژَلَن, ماجولان, ماجِلان, Mājlān, Mājūlān) är en ort i Iran.   Den ligger i provinsen Ardabil, i den nordvästra delen av landet, 280 km nordväst om huvudstaden Teheran. Badzhalan ligger 1 756 meter över havet och antalet invånare är 258.
Terrängen runt Badzhalan är varierad.Runt Badzhalan är det ganska glesbefolkat, med 47 invånare per kvadratkilometer. Närmaste större samhälle är Sīāveh Rūd, 13,3 km söder om Badzhalan. Trakten runt Badzhalan består i huvudsak av gräsmarker.